# Ellenbogen (Sylt)

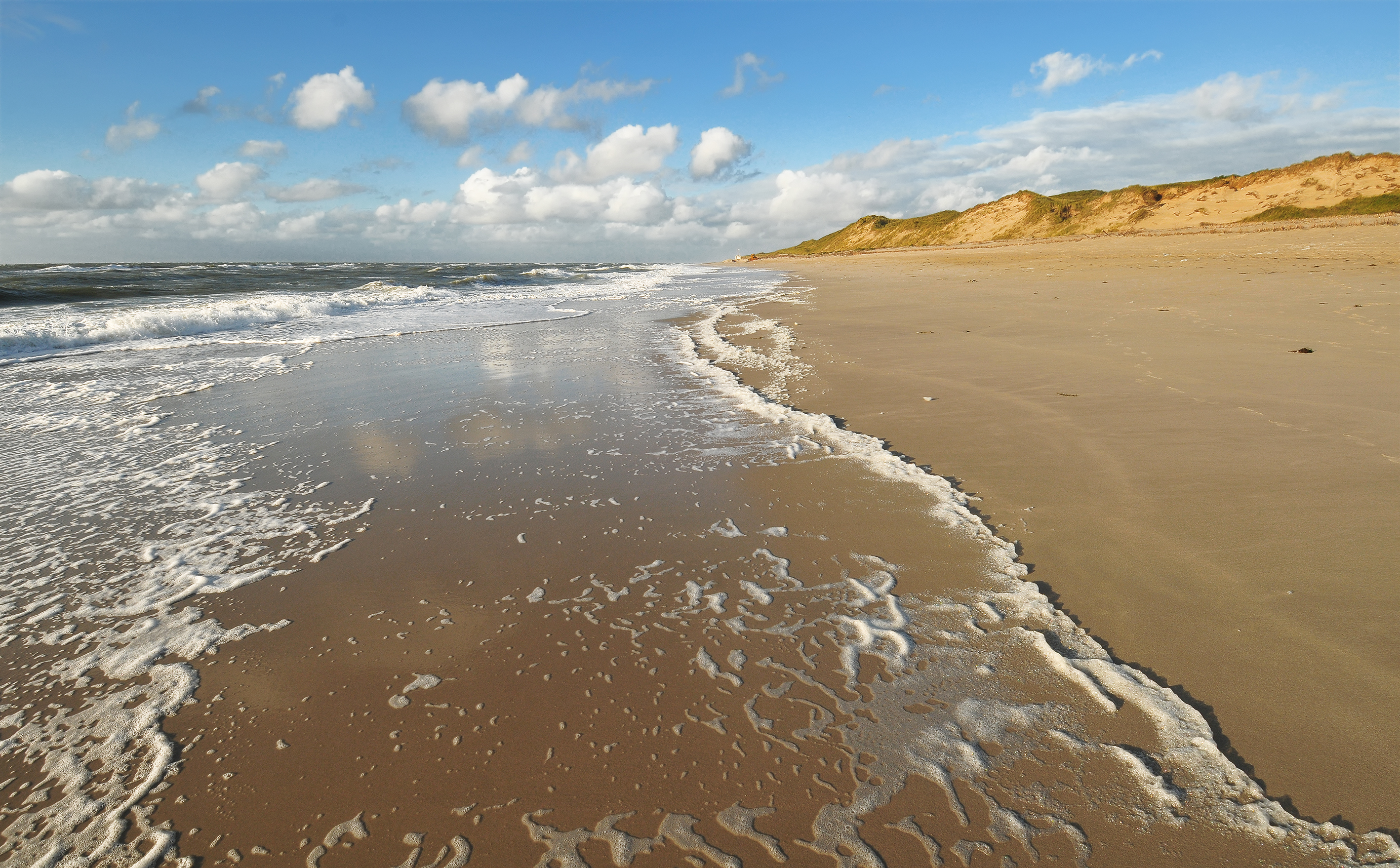
Sylt: La penisola di Ellenbogen

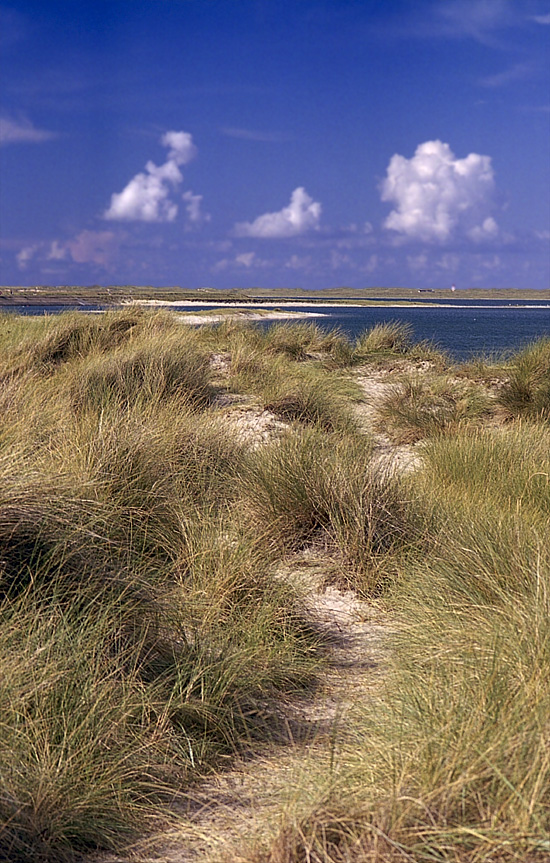
Sylt: La penisola di Ellenbogen vista dal Listland

Ellenbogen (in frisone: Alemböög, in danese: Albuen; 3 km²) è una penisola posta nell'estremità settentrionale dell'isola tedesca di Sylt, isola sul Mare del Nord appartenente all'arcipelago delle Isole Frisone Settentrionali e al Land Schleswig-Holstein (Germania nord-occidentale). Si tratta del territorio più settentrionale dell'intera Germania.
La penisola deve il proprio nome alla particolare forma uncinata che ricorda quella di un gomito (in tedesco: Ellenbogen, Ellbogen).
Il territorio, che dal punto di vista amministrativo fa parte del comune di List, è di proprietà della Erbengemeinschaft Listland ed è area protetta per l'avifauna. Un tratto della penisola fa inoltre parte del Nationalpark Schleswig-Holsteinisches Wattenmeer.

## Geografia

### Collocazione
La penisola di Ellenbogen si trova a nord del territorio dell'isola noto come Listland, situato all'incirca all'altezza della città danese di Hjerpsted, e da cui è separata in gran parte dalla baia chiamata Königshafen (fris.: Köningshaawen). È inoltre situata a sud-ovest dell'isola danese di Rømø, da cui è separata da un braccio di mare di appena 4 km.

### Dimensioni
La penisola ha una superficie di 3 km² e misura 4,5 km in lunghezza e tra i 1,2 km e i 330 m in larghezza.

## Geologia
Il substrato della penisola è costituito essenzialmente da ghiaia, ricoperta dalla sabbia portata costantemente da venti e correnti.
La formazione della penisola attuale si è avuta in gran parte tra il XVI e il XIX secolo, quando si è avuto un avanzamento del territorio verso est.

## Storia
Nel periodo delle due guerre mondiali, Ellenbogen era collegata al resto dell'isola dalla ferrovia, demolita però in questo tratto negli anni cinquanta.
La zona era inoltre utilizzata come luogo di esercitazioni della Bundeswehr e della NATO fino al 1952.

## Viabilità
Alla penisola si può raggiungere grazie all'utilizzo di una strada privata, che inizia in corrispondenza dell'Ellenbogenberg. L'accesso a questa strada automobile è soggetto al pagamento di un pedaggio, mentre è gratuito se si decide di percorrerla in bicicletta.

## Turismo
La penisola di Ellenbogen è un'apprezzata meta turistica per via della spiaggia lunga 3 km. In particolare, il tratto orientale della costa meridionale della penisola è frequentato dagli amanti del windsurf.
Nella parte settentrionale e orientale della penisola, invece, a causa delle turbolenze provocate dall'unione tra il Mare del Nord e il Wattenmeer, le attività di balneazione e di windsurf sono altamente sconsigliate.

### Luoghi d'interesse
- Faro di List-West, risalente al 1858[4]
- Faro di List-Ost

## La penisola del cinema
- Ad Ellenbogen, si sono svolte nel 2009 alcune riprese del film di Roman Polański L'uomo nell'ombra.[6]